# Shuikou He
Shuikou He är ett vattendrag i Kina. Det ligger i den södra delen av landet, 2 200 km söder om huvudstaden Peking.